# Guipuzcosoma comasi
Guipuzcosoma comasi es una especie de milpiés de la familia Vandeleumatidae endémica del norte de la España peninsular; se encuentra en las cuevas de Guipúzcoa.